# Šenkovec (Brdovec)
Šenkovec je naselje u Općini Brdovec, Zagrebačka županija. Površina naselja iznosi 0,9 km2. Prema popisu stanovništva iz 2001. godine, naselje je imalo 733 stanovnika.
Šenkovec je smješten u zapadnom dijelu općine Brdovec, u pograničnom području. Na Državnoj cesti D225 u susjednom mjestu Harmica nalazi se istoimeni međudržavni granični prijelaz s Republikom Slovenijom. 
Šenkovec se može pohvaliti dugom i plodnom poviješću školstva koja je započeta 1851. godine, kada je brdovečki župnik Pavao Belas utemeljio školu. U Obćoj pučkoj školi u Šenkovcu od 1888. godine radio je Mirko Kovačić jedan od prvih školovanih učitelja fiskulture u Hrvatskoj, koji je ujedno bio utemeljitelj hrvatske nogometne terminologije. 1892./93. godine izgradio je prvo školsko gombalište (igralište) sa spravama na dijelu školskog vrta. Stara školska dvorana Obće pučke škole izgrađena je 1902. godine i danas stoji u središtu Šenkovca, te je radi svoje spomeničke vrijednosti 2007. godine rješenjem Ministarstva kulture Republike Hrvatske proglašena materijalnim kulturnim dobrom. Osnovna škola danas djeluje u novoj školskoj zgradi i od 1981. godine nosi ime Ivana Perkovca. 2009. godini u sklopu škole otvorena je nova školska športska dvorana.
U mjestu aktivno djeluju Udruga umirovljenika, DVD Šenkovec, Udruga Dobričica, NK Sutla, te Kulturno-umjetničko društvo Mihovil Krušlin i Udruga Ivana Perkovca koje uz Osnovnu školu Ivana Perkovca svojim radom pridonose očuvanju kajkavskog donjosutlanskog ikavskog dijalekta koji je 2008. godine rješenjem Ministarstva kulture Republike Hrvatske proglašen nematerijalnim kulturnim dobrom.

## Stanovništvo
| broj stanovnika | 178   | 173   | 179   | 199   | 195   | 213   | 235   | 234   | 277   | 322   | 416   | 552   | 573   | 626   | 733   | 734   | 664   |
|                 | 1857. | 1869. | 1880. | 1890. | 1900. | 1910. | 1921. | 1931. | 1948. | 1953. | 1961. | 1971. | 1981. | 1991. | 2001. | 2011. | 2021. |

## Poznate osobe
- Baltazar Adam Krčelić (* 1715. - † 1778.),  hrvatski povjesničar, književni povjesničar, teolog i pravnik. Pisao je i pod imenom Adalbert Barić (Barits).

## Vanjske poveznice
- Službene stranice Općine Brdovec
- Službene stranice OŠ Ivana Perkovca  Arhivirana inačica izvorne stranice od 17. listopada 2010. (Wayback Machine)